# 39792 Patrickchevalley
39792 Patrickchevalley este o planetă minoră (asteroid) din centura de asteroizi. A fost descoperită pe 5 septembrie 1997 la centre de recherches en géodynamique et astrométrie⁠(d) de OCA-DLR Asteroid Survey⁠(d). 
Obiectul prezintă o orbită caracterizată de o semiaxă mare de 2,1780074 UAi, o excentricitate de 0,12, o înclinație de 4,56127 ° în raport cu ecliptica.